# Sugimura Shōjirō
Sugimura Shōjirō (jap. 杉村 正二郎; * 4. April 1905 in Osaka; † 15. Januar 1975 in Tokio) war ein japanischer Fußballspieler.

## Nationalmannschaft
1927 debütierte Sugimura für die japanische Fußballnationalmannschaft. Mit der japanischen Nationalmannschaft qualifizierte er sich für die Far Eastern Championship Games 1927.